# Panic (Circle)
Panic è un album in studio del gruppo musicale finlandese Circle, pubblicato nel 2007.

## Tracce
1. Black Tape – 5:41
2. State Powder – 3:41
3. Pigs In the Paper – 3:29
4. Neverending Dinner – 0:38
5. Good Day Rising – 0:59
6. Feed My Rabbit – 1:03
7. U.M.F.G. Horsemen – 1:25
8. We Must Breathe – 1:44
9. Misheritage – 1:09
10. Tunnel – 11:49
11. And Far Away – 14:04